# Thomas Klestil
Thomas Klestil (pronunciació alemanya: [ˈtoːmas ˈklɛstɪl] ( escolteu-ho); Viena, Àustria 1932 - id. 2004) Polític i diplomàtic austríac conservador, fou President de la República d'Àustria, des del 1992 fins al 2004, també fou ambaixador als Estats Units i a l'ONU.

## Biografia
Va néixer el 4 de novembre de 1932 a Viena en una família obrera, el seu pare treballava als tramvies. Després d'acabar la secundària, ingressà a la Universitat d'Economia de Viena, i s'hi va doctorar el 1957. Després de complir amb el servei militar obligatori, treballà a Àustria, tot i que també a l'estranger, com per exemple a l'OCDE. Klestil tenia molta fluïdesa amb l'anglès, i va ser ambaixador a l'ONU de 1978 a 1982, i de 1982 a 1987 va ser abaixaodr als Estats Units (1982-1987). Klestil fou membre del conservador Partit Popular d'Àustria (ÖVP).

## Presidència

### Primer mandat (1992-1998)
Klestil va ésser elegit candidat a la presidència de la república pel Partit Popular d'Àustria, i va derrotar l'aleshores vicecanceller Erhard Busek. A la primera volta de les presidencials del 26 d'abril de 1992, Klestil va romandre en segona posició amb 37,2% dels vots, davant del candidat socialdemòcrata Rudolf Streicher que va obtenir els 40,7%. Com que aquest no va obtenir la majoria absoluta, es va convocar una segona volta per al 24 de maig del mateix any. Aquí, Klestil va guanyar inesperadament amb el 56,9% dels vots, i el candidat Streicher tan sols en va obtenir el 43,1%. El 8 de juliol de 1992 succeí al polèmic Kurt Waldheim.
Klestil apostà per una presidència activa tal com ho havia promès durant la campanya electoral amb l'eslògan «‘El poder necessita control» (en alemany: Macht braucht Kontrolle).
El 1993 reuneix als caps d'estat de tota l'Europa central. Al novembre de l'any 1994, viatjà a Israel i així va ser el primer president austríac que el visitava oficialment. A un discurs al Knesset, Thomas Klestil va ser el primer cap d'estat austríac que va reconèixer la plena responsabilitat del seu país en les atrocitats comeses durant la Segona Guerra Mundial.
El 1998 va separar de la seva esposa Edith, amb qui té tres fills. Aquesta notícia va ésser anunciada pel president mateix en un discurs, a més a més el públic es va assabentar que Klestil tenia una amant des de ja feia anys. Això és un fet inaudit à Àustria, que és un país marcat per una moral catòlica puritana intransigent. Així com, a més a més, durant la campanya electoral de 1992, Klestil havia exaltat els valors tradicionals de la família intacta, aquesta notícia li fa perdre, i d'una manera duradora, una bona part del suport de l'electorat catòlic conservador. Tement perdre les eleccions presidencials de 1998 va aconseguir el suport dels socialdemòcrates.

### Segon mandat (1998-2004)
Tanmateix, el 19 d'abril de 1998, Klestil va ser reelegit triomfalment per a un segon mandat de sis anys, en una llista unitària del Partit Popular i el Partit Socialdemòcrata, amb el 63,4% dels vots.
Després de la reelecció, l'antagonisme entre Klestil i el seu partit es va intensificar. A les eleccions legislatives del 3 d'octubre de 1999, el partit cristià-conservador de Wolfgang Schüssel (també el seu) va sofrir una derrota feixuga en detriment del partit liberal que més aviat és populista i ultranacionalista, el FPÖ, de Jörg Haider que arriba a la segona posició després dels socialdemòcrates. Llavors, Klestil aposta obertament que la coalició sortint dels socialdemòcrates i els conservadors fos renovada, ja que no soportava l'arribada al poder de Haider per mor de la seva mala imatge a l'estranger i, ja que acabava d'elogiar antics membres de la Schutzstaffel nazi (SS).

## Mort
El 5 de juliol del 2004, tres dies abans de deixar el seu càrrec a Heinz Fischer que va guanyar les presidencials, Klestil pateix un lleu atac cardíac i mor l'endemà, el 6 de juliol a l'hospital general de Viena, l'Allgemeines Krankenhaus després d'un segon atac cardíac més fort, i als problemes de pulmó que feia anys que patia.